# 県総合運動場駅

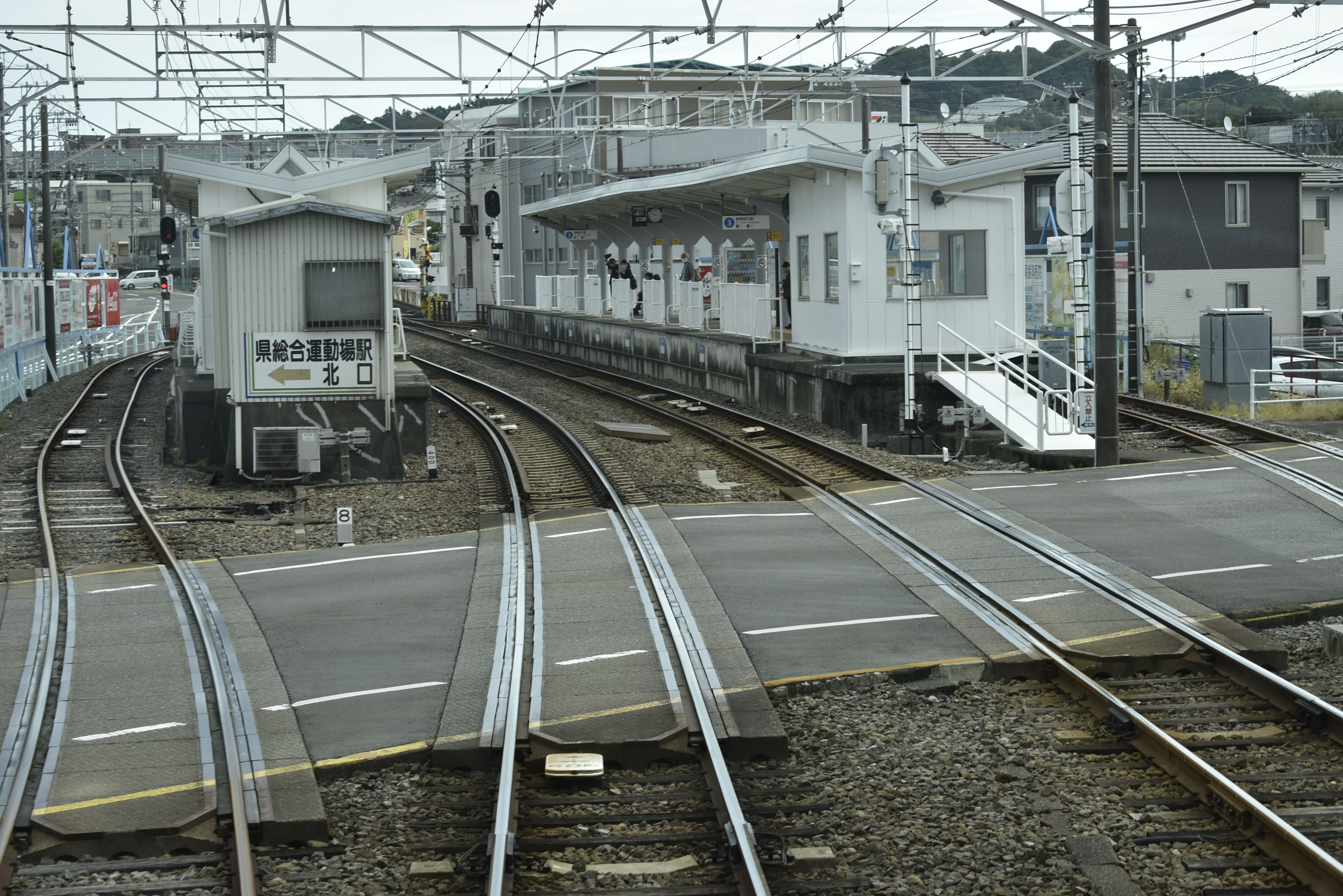
下り線から駅を見る（2020年10月）

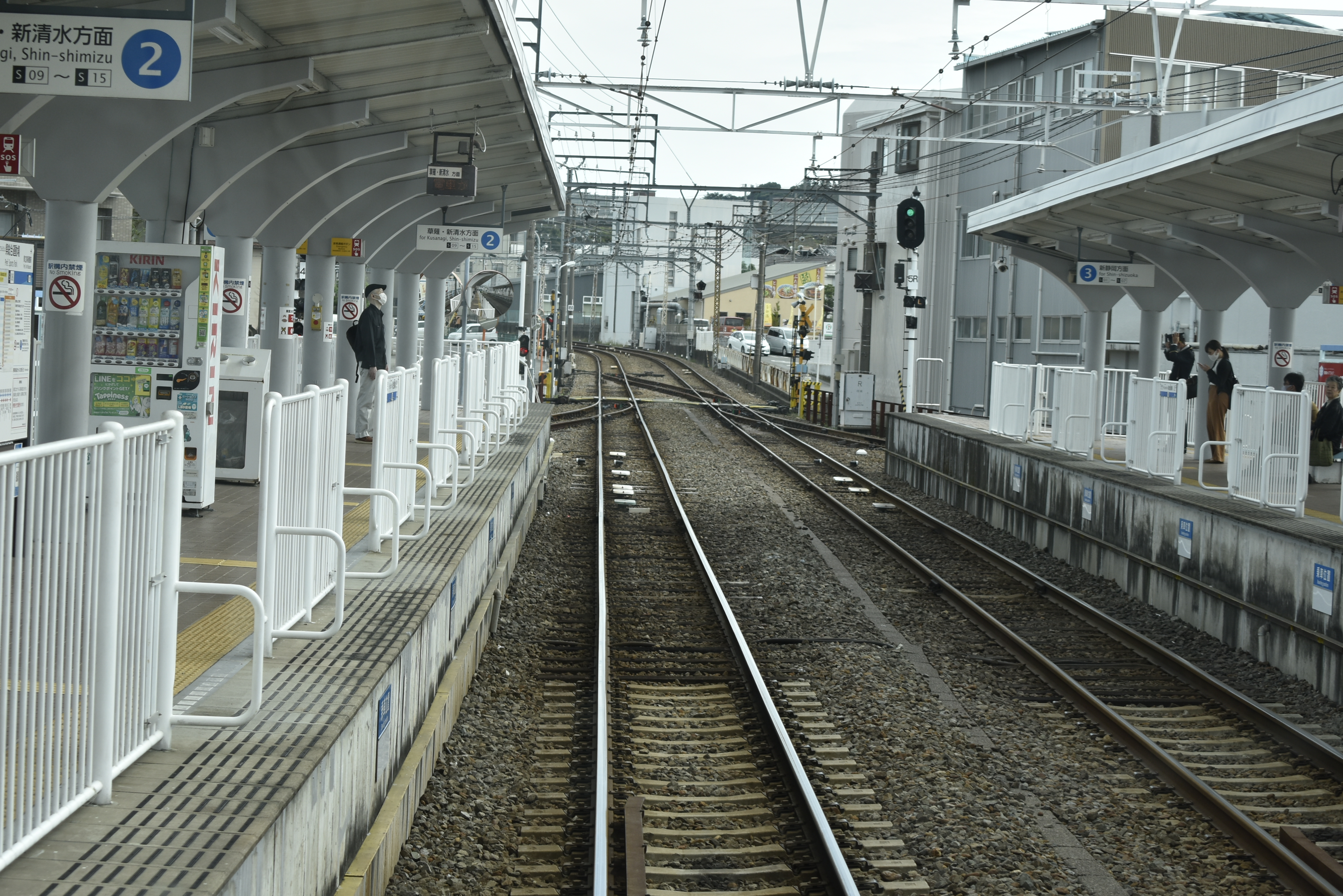
下り線から入線（2020年10月）

県総合運動場駅（けんそうごううんどうじょうえき）は、静岡県静岡市駿河区栗原にある静岡鉄道静岡清水線の駅。駅番号はS08。

## 歴史
- 1908年（明治41年）12月9日：「運動場前駅」として開業。
- 1990年（平成2年）11月1日：駅名を「県総合運動場駅」に改称[1][2]。
  - 翌年に行われる平成3年度全国高等学校総合体育大会に際し駅が改築され、駅名を改称した[2]。
- 1991年（平成3年）6月28日：駅舎改築完成（駅ビルを併設）[3]。
- 2011年（平成23年）10月1日：駅名標・電車内掲出路線案内の英文表記を"Pref. Sports Park"に変更。同時に行われたダイヤ改正によって設定された、新静岡 - 県総合運動場前間の区間列車を平日朝に設定（各駅停車のみ、運転は10月3日から）。
- 2020年（令和2年）4月13日：新型コロナウイルス感染症流行の影響による減量ダイヤにより、新静岡 - 県総合運動場前間の区間列車が休止される（そのまま翌年10月10日のダイヤ改正で設定消滅）。

## 駅構造
島式ホーム2面4線で、静岡清水線で唯一上下線で待避・追越が出来る駅である。2011年から2020年までは、下り急行の停車駅となり（上り通勤急行は通過）、平日朝に当駅 ｰ 新静岡駅間の区間列車が設定されていた。当駅止まりの下り普通列車は急行に接続し、平日早朝の新清水発上り一部普通列車は当駅にて通勤急行の通過待ちを行っていた。
2025年3月29日のダイヤ改正で、平日に急行と通勤急行が復活したことから、当駅は再度下り急行の停車駅となった。新静岡駅を先発した普通列車が当駅で急行を退避する（急行を先発させる）ことによる、緩急接続ダイヤが組まれている。上り通勤急行は以前と同じく当駅は通過しており、早朝の2本を除き、新清水駅を先発した普通列車を当駅で追い抜いている。
ホームと改札口の間は地下通路でつながっている。改札口は2か所あり、駅南側は栗原（草薙総合運動場方面）、駅北側は国吉田三丁目（国立印刷局静岡工場方面）に出る。
駅全体が小高い丘の上にあるが、これは静岡清水線古庄駅 - 当駅間に3本の鉄橋と盛土で作られた高架（これは国道1号、大谷川放水路及びJR東海道本線・東海道新幹線・静岡貨物駅を越えるためのものである）があり、当駅はこの高架が地上に降りる直前の位置にあるからである。
2番線（下り新清水方面）と3番線（上り新静岡方面）が本線であるが、草薙球場や総合運動場でスポーツイベント等開催の際には、待避線の1番線と4番線に電車を待機させ、乗客が集中した際に臨時便として発車させる事も可能な構造である。
駅の新清水側には片渡り線が設置されている。輸送障害時の折り返し他、2011年10月1日のダイヤ改正によって平日の朝に設定された、前述の新静岡駅と同駅を結ぶ区間運転の列車を転線させる目的で使用されている。ただし新清水側に引上げ線設備はないため、1・2番線に停車後、入換信号機によりそのまま前進し、栗原2号踏切を越えた下り本線上の停止位置目標で停車し、エンド交換後、再度入換信号機に従い渡り線を通って4番線、または3番線に入線する。

### のりば
| 乗り場 | 路線        | 方向 | 行先             |
| ------ | ----------- | ---- | ---------------- |
| 1・2   | ●静岡清水線 | 下り | 草薙・新清水方面 |
| 3・4   | ●静岡清水線 | 上り | 長沼・新静岡方面 |

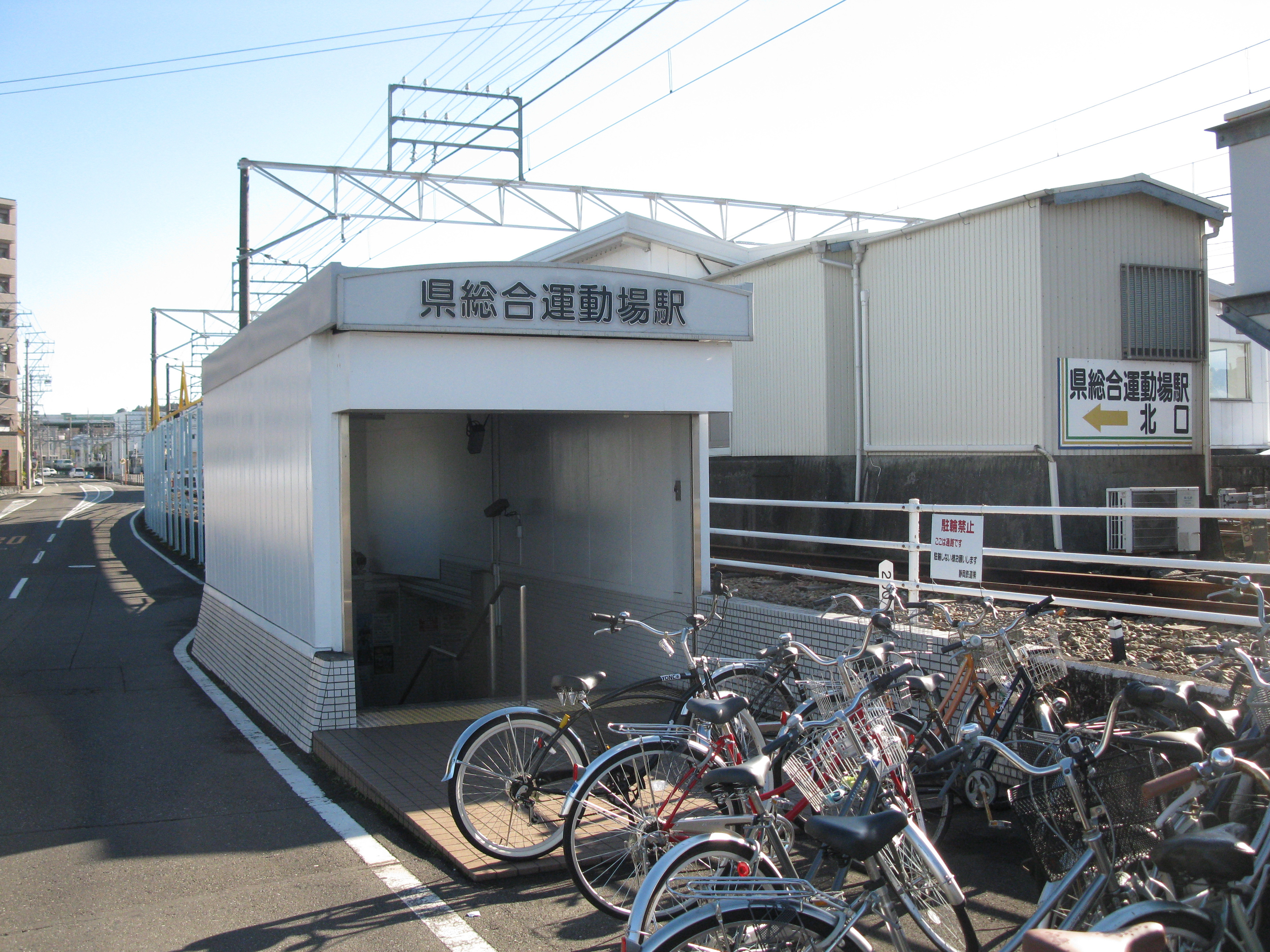
国立印刷局静岡工場方面（2010年12月）
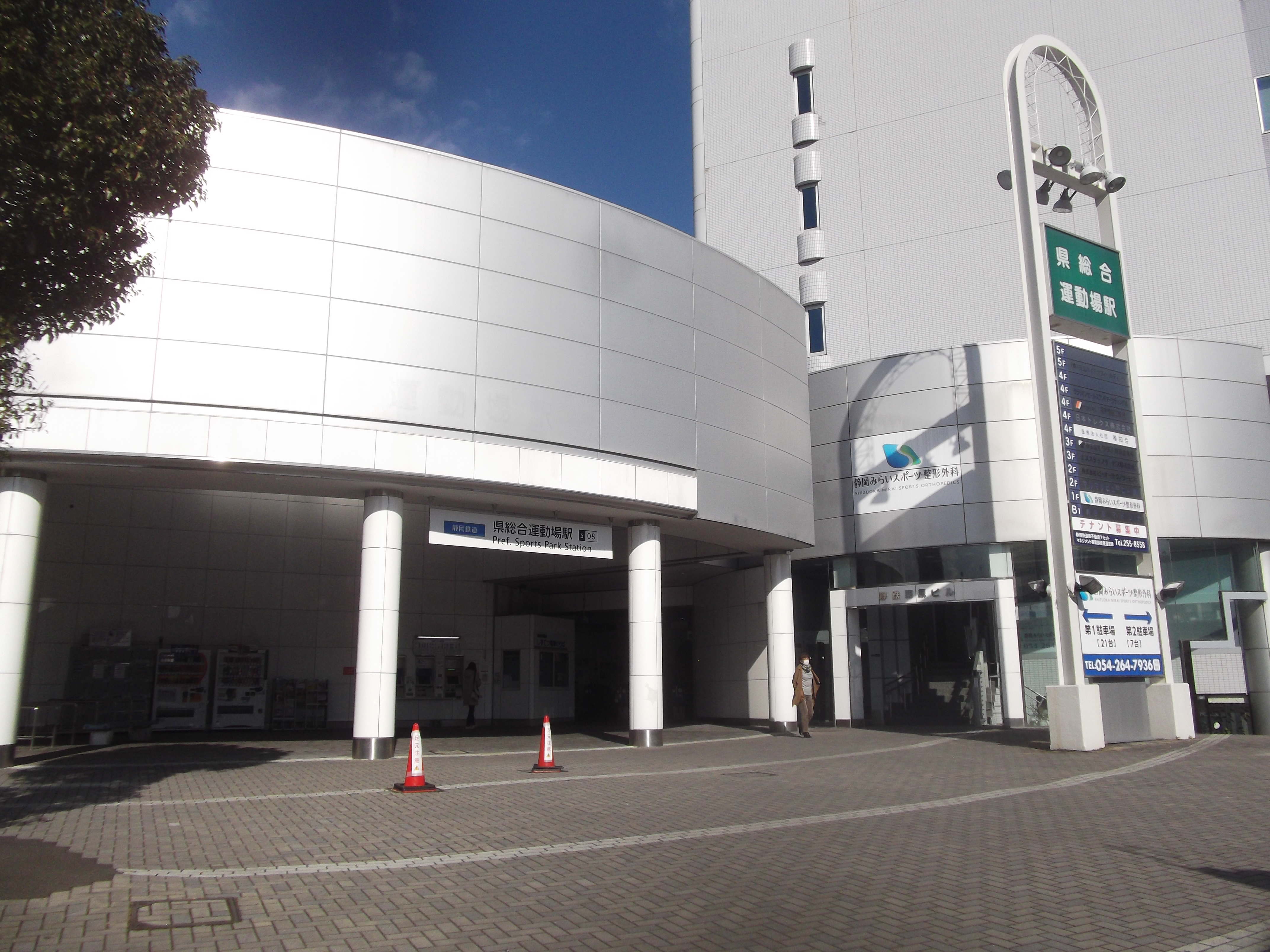
草薙総合運動場方面（2017年1月）
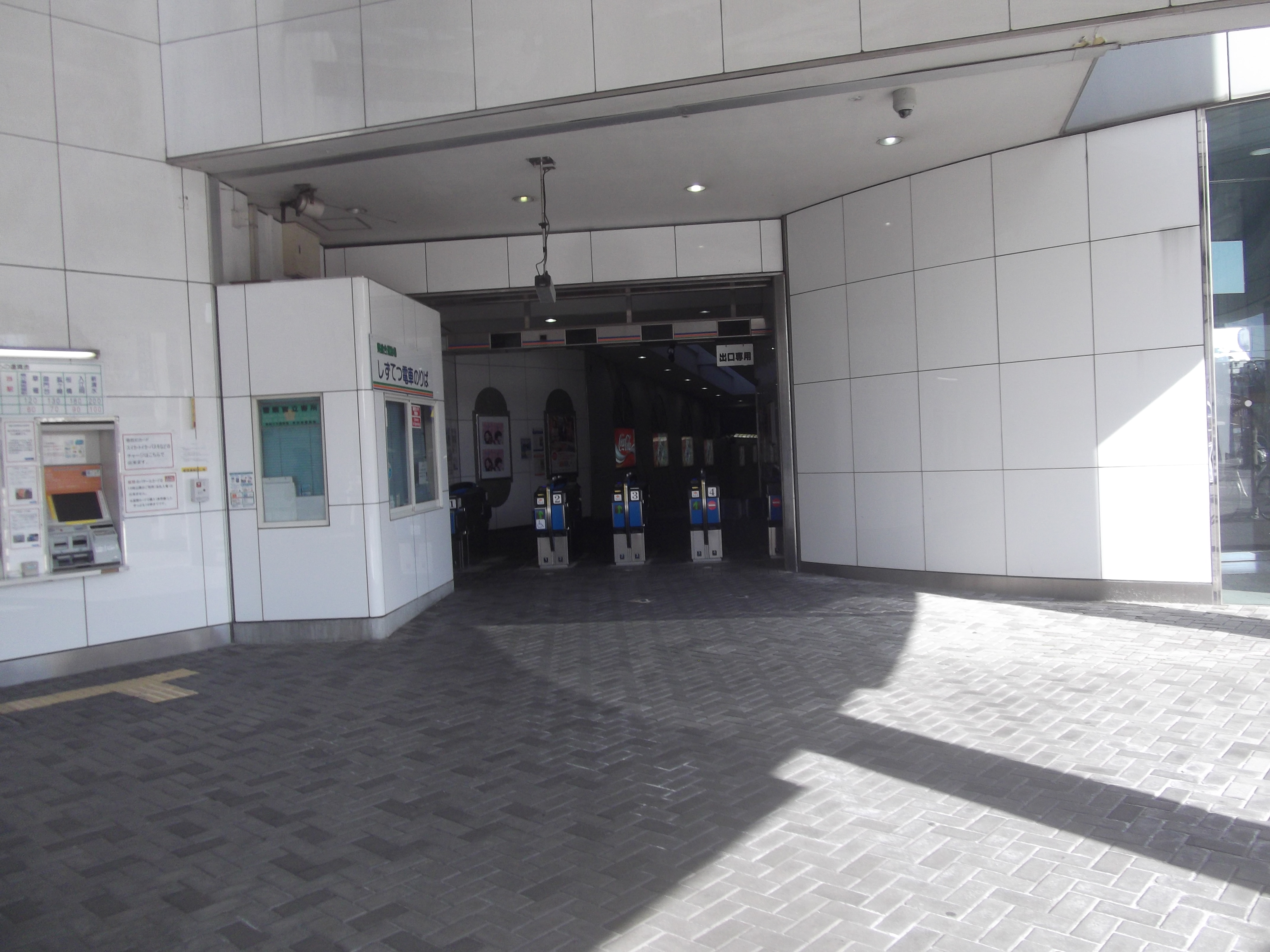
地下通路を通ってホームへ行く（2017年1月）

## 利用状況
「静岡市統計書」によれば、2019年度の一日平均乗車人員は1,814人、降車人員は1,833人であった。この乗降人員数は静岡清水線全15駅中7番目である。なお、同統計によれば、近年の乗降人員は以下の通りである。
| 年度               | 1日平均乗降人員 | 1日平均乗降人員 | 1日平均乗降人員 |
| 年度               | 乗車人員        | 降車人員        | 合計            |
| ------------------ | --------------- | --------------- | --------------- |
| 2002年（平成14年） | 1,416           | 1,890           | 3,306           |
| 2003年（平成15年） | 1,478           | 1,970           | 3,448           |
| 2004年（平成16年） | 1,423           | 1,973           | 3,396           |
| 2005年（平成17年） | 1,783           | 1,731           | 3,514           |
| 2006年（平成18年） | 1,387           | 1,936           | 3,323           |
| 2007年（平成19年） | 1,373           | 1,884           | 3,257           |
| 2008年（平成20年） | 1,716           | 1,660           | 3,376           |
| 2009年（平成21年） | 1,560           | 1,503           | 3,063           |
| 2010年（平成22年） | 1,291           | 1,527           | 2,818           |
| 2011年（平成23年） | 1,261           | 1,526           | 2,787           |
| 2012年（平成24年） | 1,285           | 1,602           | 2,887           |
| 2013年（平成25年） | 1,477           | 1,534           | 3,011           |
| 2014年（平成26年） | 1,531           | 1,561           | 3,092           |
| 2015年（平成27年） | 1,660           | 1,641           | 3,301           |
| 2016年（平成28年） | 1,701           | 1,700           | 3,401           |
| 2017年（平成29年） | 1,793           | 1,792           | 3,585           |
| 2018年（平成30年） | 1,847           | 1,821           | 3,668           |
| 2019年（令和元年） | 1,814           | 1,833           | 3,647           |

## 駅周辺
- 静岡栗原郵便局
- 静岡県草薙総合運動場
  - 静岡県草薙総合運動場陸上競技場
  - 静岡県草薙総合運動場硬式野球場
  - 静岡県草薙総合運動場体育館
- テレビ静岡
- 国立印刷局静岡工場（旧：大蔵省印刷局静岡工場）
- シャンソン化粧品本社
- 日本レーベル印刷本社
- ヤマダデンキテックランド静岡国吉田店
- コジマ×ビックカメラ静岡店・ユニクロ静岡国吉田店

## その他
- パサールカードには「運動」と印字されていた。
- 静岡清水線で唯一駿河区に設置された駅である。

## 隣の駅
静岡鉄道
S 静岡清水線
■急行
新静岡駅 (S01) → 県総合運動場駅 (S08) → 草薙駅 (S10)
■通勤急行
通過
■普通
古庄駅 (S07) - 県総合運動場駅 (S08) - 県立美術館前駅 (S09)